# 王家湾站 (兰州市)
王家湾站位于中华人民共和国甘肃省兰州市榆中县清水驿乡，是一个陇海铁路上的铁路车站，建于1952年，目前为四等站。现不办理客货运业务。离连云港东站1707公里，离兰州站52公里，隶属中国铁路兰州局集团管辖。